# همه این موجودات
همه این موجودات یک فیلم کوتاه استرالیایی‌ست نوشته و به کارگردانی چارلز ویلیامز. این فیلم به روش لایو اکشن ساخته شده و در قطع ۱۶ میلی‌متری فیلم‌برداری شده‌است.
لوکیشن فیلم دندونونگ، منطقه‌ای در شرق ملبورن است. بازیگر نوجوان فیلم، یرد اسکات، که از میان بیش از ۴۰۰ نوجوان انتخاب شده، زادهٔ اتیوپی‌ست و با خانواده‌ای که او را به فرزندخواندگی پذیرفته‌اند در ملبورن استرالیا زندگی می‌کند. پس از انتخاب او به عنوان بازیگر نقش اصلی، ویلیامز با مشورت اتیوپی‌تبارهای استرالیایی فیلمنامهٔ فیلم را بازنویسی کرد تا با تبار بازیگر نوجوان فیلم همخوانی داشته باشد.
در جشنواره کن ۲۰۱۸ جایزه نخل طلای فیلم کوتاه به این فیلم اعطا شد.

## خلاصه داستان
پسری نوجوان تلاش می‌کند خاطره‌ای را به یاد بیاورداز زمانی که یک نوع بیماری مرموز مسری شد، خاطرهٔ فروپاشی روانی پدرش و همهٔ این موجودات کوچکی که درون ما زندگی می‌کنند.

## بازیگران
- یرد اسکات در نقش تمپست
- ماندلا ماتیا در نقش مل
- هلن هایلو در نقش وینتا
- ملودی دمسی در نقش ایزابلا[۱]

## جوایز
این فیلم نخل طلای فیلم کوتاه را در جشنواره کن ۲۰۱۸ به دست آورد. همه این موجودات بیش از ۵۰ جایزهٔ بین‌المللی دیگر از جمله جایزهٔ بهترین فیلم کوتاه استرالیایی را در جشنواره بین‌المللی فیلم ملبورن و جایزهٔ بهترین فیلم کوتاه را در آکادمی هنرهای سینمایی و تلویزیونی استرالیا دریافت کرده‌است.

## نقدها
کاترین بری و جیک کانینگهام در نقدی که بر فیلم‌های کوتاه کن ۲۰۱۸ در مجلهٔ سایت اند ساوند نوشتند این فیلم را یکی از بهترین فیلم‌های کن نامیدند: «آنچه اثر ویلیامز را متمایز می‌کند حس شگفتی‌ست که در ظریف‌ترین جزئیات فیلم وجود دارد».
والچر هاوند به فیلم همه این موجودات پنج ستاره از پنج ستاره داد و آن را «فیلمی بی‌نهایت زیبا» توصیف کرد. «فیلمبرداری فیلم، در هماهنگی کامل با صدای راوی، ضرباهنگ شاعرانهٔ فیلم را رقم می‌زند. استعارهٔ موازی‌ای که فیلم میان خانه‌ای که مورد هجوم نوعی انگل ناشناخته قرار گرفته و مغز بیمار می‌سازد ذهن را درگیر می‌کند.»
ناوز آن را «یکی از مهمترین فیلم‌های کوتاه امسال» خواند: «همه این موجودات فیلمی عمیقاً شخصی‌ست. پسری نوجوان سعی می‌کند با مرور خاطرات کودکی پدرش را بشناسد. این فیلم دربارهٔ شفقت و پدر و مادر بودن است، دربارهٔ مرز باریک میان یک «انسان بد» و «یک انسان مبتلا به بیماری روانی» و از دریچهٔ چشم یک نوجوان به این موضوعات نگاه می‌شود»
کالین ساوتر در وبگاه راجر ابرت نوشت «فیلم مسحورکننده و تغزلی چارلز ویلیامز، همه این موجودات تأملی‌ست بر این که چطور نزدک‌ترین کسان ما ممکن است با ما غریبه شوند، یا حتی به هیولاهایی بدل شوند که دیگر نمی‌شناسمیشان. این فیلم تصویر مهربانانه‌ای‌ست که پسری نوجوان از پدرش که درگیر بیماری روانی‌ست می‌سازد. بیشتر فیلم تک‌گویی درونی تمپست است و وقتی در نهایت به صحنه‌ای می‌رسیم که دو شخصیت با هم گفتگو می‌کنند، دلیل جدایی این دو نفر را در عمق جان احساس می‌کنیم.»